# Hoplolythrodes
Hoplolythrodes là một chi bướm đêm thuộc họ Noctuidae.

## Các loài
- Hoplolythrodes arivaca (Barnes, 1907)